# Turó de Solanes (el Pont de Vilomara i Rocafort)
El Turó de Solanes és una muntanya de 417 metres que es troba entre els municipis de Pont de Vilomara i de Rocafort, a la comarca catalana del Bages.
Al cim podem trobar-hi un vèrtex geodèsic (codi 282125001).